# 1645 Вотерфілд
1645 Вотерфілд (1645 Waterfield) — астероїд головного поясу, відкритий 24 липня 1933 року.
Тіссеранів параметр щодо Юпітера — 3,224.